# Wheaton (Kansas)
Wheaton és una població dels Estats Units a l'estat de Kansas. Segons el cens del 2000 tenia 92 habitants.

## Demografia
Segons el cens del 2000, Wheaton tenia 92 habitants, 34 habitatges, i 24 famílies. La densitat de població era de 236,8 habitants/km².
Dels 34 habitatges en un 32,4% hi vivien nens de menys de 18 anys, en un 58,8% hi vivien parelles casades, en un 8,8% dones solteres, i en un 29,4% no eren unitats familiars. En el 20,6% dels habitatges hi vivien persones soles l'11,8% de les quals corresponia a persones de 65 anys o més que vivien soles. El nombre mitjà de persones vivint en cada habitatge era de 2,71 i el nombre mitjà de persones que vivien en cada família era de 3,29.
Per edats la població es repartia de la següent manera: un 33,7% tenia menys de 18 anys, un 4,3% entre 18 i 24, un 30,4% entre 25 i 44, un 13% de 45 a 60 i un 18,5% 65 anys o més.
L'edat mediana era de 32 anys. Per cada 100 dones de 18 o més anys hi havia 79,4 homes.
La renda mediana per habitatge era de 26.500 $ i la renda mediana per família de 28.750 $. Els homes tenien una renda mediana de 17.917 $ mentre que les dones 18.750 $. La renda per capita de la població era de 9.402 $. Entorn del 20% de les famílies i el 38,4% de la població estaven per davall del llindar de pobresa.

## Poblacions més properes
El següent diagrama mostra les poblacions més properes.